# Westfalen AG

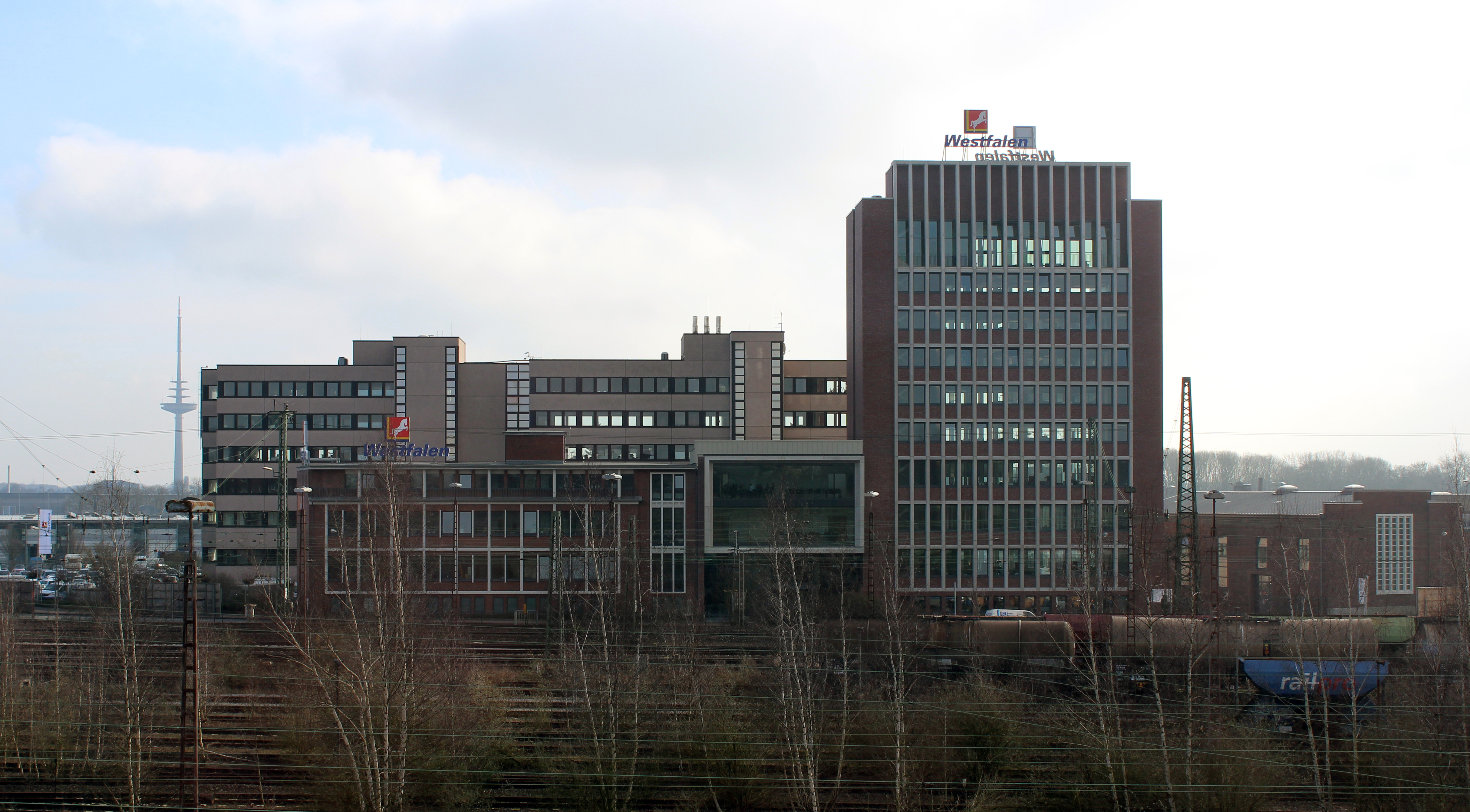
Westfalen Unternehmenszentrale Münster Industrieweg

Die Westfalen AG mit Sitz im westfälischen Münster ist ein Handelsunternehmen in den Bereichen Flüssiggas (Westfalengas) und Kraftstoffe sowie ein Hersteller von technischen Gasen.

## Unternehmensgeschichte

### 1923–1945
Am 11. Oktober 1923 wurde die Sauerstoffwerke AG von Wilhelm Albert in Münster gegründet. Erster Wirtschaftszweig war die Erzeugung von Sauerstoff für autogenes Schweißen und Schneiden. Im Folgejahr begann die Sauerstoffproduktion mit einer eigenen Luftzerlegungsanlage.
Der zweite Betriebszweig Westfalen Kraft- und Schmierstoffe wurde 1925 gegründet. Zwei Jahre später eröffnete die erste Westfalen-Tankstelle am Albersloher Weg in Münster. Zu Beginn der 1930er wurde das eigene Tankstellennetz weiter ausgebaut, sodass 1938 rund 100 Westfalen-Tankstellen existierten.
1936 begann die Bebauung des Betriebsgeländes am Industrieweg, wo zwei Jahre darauf eine neue Luftzerlegungsanlage, ein Großtanklager und ein Verwaltungsgebäude in Betrieb genommen wurden. Nach Ausbruch des Zweiten Weltkriegs bis zum Kriegsende wurde der Tankstellenbereich vom Berliner Zentralbüro für Mineralöl GmbH verwaltet.
Anfang Oktober 1943 wurden Sauerstoffanlagen und Gasometer durch einen Luftangriff schwer beschädigt. Am 30. November 1943 starb Firmengründer Wilhelm Albert, woraufhin sein Schwiegersohn Josef Fritsch und sein Sohn Herbert Albert die Nachfolge im Vorstand übernahmen.

### 1945–2000
Nach dem Krieg begann der Wiederaufbau der zerstörten Luftzerlegungsanlage. Ab 1946 leiteten die Söhne des Gründers das Unternehmen für die nächsten 30 Jahre: Herbert Albert als kaufmännischer Direktor und Vorstandsvorsitzender, August-Wilhelm Albert als Vorstandsmitglied und technischer Direktor.
Der dritte Betriebszweig Flüssiggas (Westfalengas) wurde 1954 gegründet. Die Umfüllung des Flüssiggases in Flaschen erfolgte im Werk Münster-Gremmendorf, wo zwei Jahre später ein neues Flüssiggas-Umfüllwerk und eine Acetylen-Produktion in Betrieb genommen wurden.
Der Neubau eines Tanklagers mit Ölhafen am Dortmund-Ems-Kanal in Münster-Gelmer wurde 1966 fertiggestellt. Mit dem Ausbruch der Ölkrise 1973/74 kam es zu starken Einbrüchen im Mineralöl-Geschäft.
Am 20. Juni 1974 starb Herbert Albert, die Unternehmensleitung übernahmen Wolfgang Fritsch-Albert und August-Wilhelm Albert. Letzterer starb drei Jahre darauf. Damit übernahm Wolfgang Fritsch-Albert den Vorstandsvorsitz.
1988 wurde der Begriff Sauerstoffwerk aus dem Firmenregister gestrichen, der Firmenname im Handelsregister lautete nun Westfalen AG. Ein Jahr später folgten die Übernahmen der KDE Kälte Zubehör Handelsgesellschaft, der Wannenwetsch GmbH und mit der Ernst Rückwarth GmbH & Co. KG die größte Akquisition der Firmengeschichte. Im gleichen Jahr wurde die erste Auslandsgesellschaft in den Niederlanden gegründet, 1995 in Polen, 1999 in Belgien und in Frankreich.

### Entwicklung seit 2000
Im Jahr 2000 wurde eine Wasserstoffproduktionsanlage in Kooperation mit der SRS Schmierstoffraffinerie Salzbergen GmbH in Betrieb genommen. Im Folgejahr wurde die Auslandstochter Westfalen Gas Schweiz GmbH mit Sitz in Eiken im Kanton Aargau gegründet. 2002 wurden 40 Tankstellen von der Shell sowie DEA übernommen, diese mussten durch ihre Fusion aus kartellrechtlichen Gründen einen Teil ihres Tankstellennetzes abgeben.
2005 folgte die Gründung der österreichischen Tochtergesellschaft.
2006 übernahm die Westfalen AG die unter der Marke Markant firmierenden Tankstellen der Kuwait Petroleum Deutschland GmbH.
Die sechste Auslandsgesellschaft folgte 2010 in Tschechien. Im gleichen Jahr kam es zur bisher größten Auslandsinvestition der Westfalen-Gruppe: Die Luftzerlegungsanlage in Le Creusot, Frankreich, nahm die Produktion auf.
Im September 2012 gelang im Rahmen des von der Westfalen AG unterstützten Projekts „S1000plus“ eine Autofahrt über 1.365,5 Kilometer mit Autogas ohne nachzutanken.
Seit November 2012 bot das Unternehmen bundesweit Erdgas und Strom an.
Im Mai 2014 wurde der elfgeschossige Büroturm Westfalen Tower am Industrieweg in Münster eingeweiht.
Im Juli 2015 erwarb die Westfalen-Gruppe die Mehrheitsanteile an der Medica Technik GmbH – einem Spezialunternehmen für Homecare, Medizin- und Rehatechnik mit Hauptsitz in Brachbach im Siegerland.
Der Vorstand der Westfalen-Gruppe wurde im Juli 2016 durch Meike Schäffler und Torsten Jagdt erweitert.
Seit Anfang Dezember 2016 betreibt die Westfalen AG die erste Wasserstofftankstelle im Raum Münster.
Ende 2016 erhielt das Unternehmen das Zertifikat zum „Audit Beruf und Familie“.
Im September 2016 feierte das Unternehmen das 50-jährige Jubiläum des Hafentanklagers in Münster-Gelmer. Neben dem Hafentanklager Gelmer sollen bis 2019 wesentliche Teile des bisherigen Produktionsstandorts Münster-Gremmendorf angesiedelt werden.
Mitte März 2017 wurde Renate Fritsch-Albert als Mitglied in den Aufsichtsrat der Westfalen Gruppe gewählt. Ab Anfang April 2017 bis zu seinem Tod im Oktober 2017 war Alexander Fritsch-Albert Vorstandsmitglied der Westfalen-Gruppe.
Wolfgang Fritsch-Albert wechselte am 13. Juli 2018 nach über 40 Jahren als Vorstandsvorsitzender in den Aufsichtsrat der Westfalen-Gruppe und wurde zum Vorsitzenden des Gremiums gewählt. Vorstandsvorsitzender der Westfalen Gruppe ist seit dem 1. September 2018 Thomas Perkmann.
Bis Anfang des Jahres 2021 entstand im Krefelder Hafen ein großes Flüssiggas-Tanklager der Westfalen-Gruppe.
Die auf die Sauerstoffversorgung von Patienten ausgerichteten Gesellschaften Westfalen Medical GmbH und Westfalen Medical BV wurden 2023 in dem neuen Unternehmensbereich Respiratory Homecare vereint.
Zusammen mit RWE Generation wurde 2024 die two4H2 GmbH für den Betrieb einer Wasserstoff-Tankanlage und Abfüllstation am Erdgaskraftwerk Emsland gegründet.

## Geschäftsfelder

### Bereich Gase

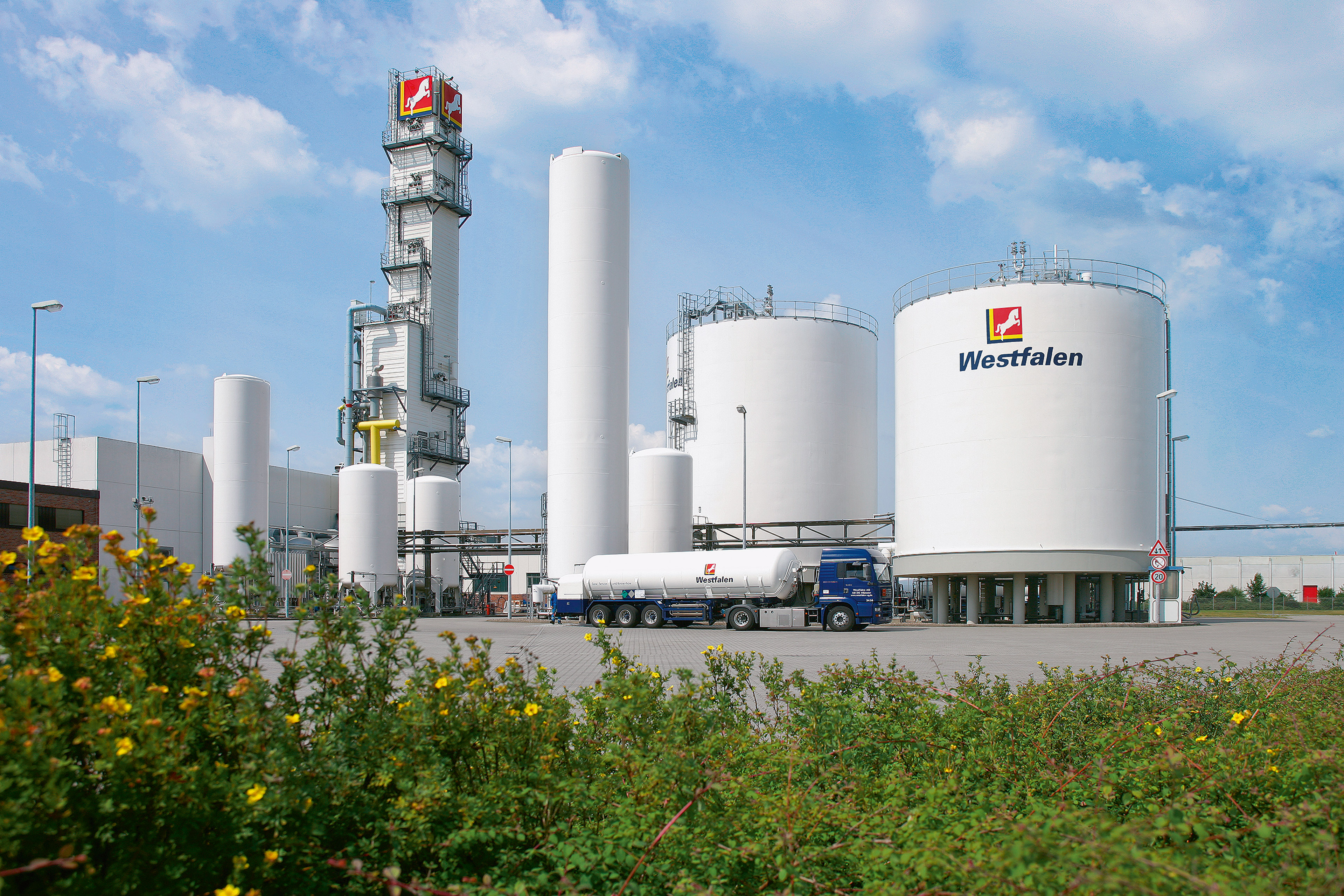
Westfalen-Werk in Hörstel im Tecklenburger Land

Seit der Gründung 1923 hat sich die Westfalen AG vom regionalen zum europäisch ausgerichteten Anbieter für technische Gase entwickelt, mit Niederlassungen, Vertriebsbüros, Lägern und Werken sowie Tochtergesellschaften in Frankreich, Benelux, Österreich und Schweiz. Das Lieferprogramm umfasst über 300 standardisierte Gase und Gasgemische – dazu zählen Industriegase, Kältemittel, Laborgase, Lebensmittelgase, Gase für Medizin, Pharma, Inhalation, Prüf- und Messgase, Lasergase sowie Schweiß- und Schweißschutzgase.
In einem Sondergasezentrum werden zudem Analysegase nach von den Anwendern vorgegebenen Rezepturen hergestellt. Das Sondergasezentrum ist seit 2006 als Prüf- und Kalibrierlabor akkreditiert.
Das Sortiment der Industriegase umfasst Argon, Kohlendioxid, Sauerstoff, Stickstoff, Wasserstoff und Druckluft in gängigen Reinheiten. Als Sondergase werden in hochreinen Qualitäten Argon, Helium, Sauerstoff, Stickstoff, Wasserstoff, synthetische Luft, Distickstoffmonoxid (Lachgas), Methan und Propan angeboten. Als Gase für Medizin, Pharma, Inhalation kommen flüssiger und gasförmiger Sauerstoff zur Beatmung sowie Distickstoffmonoxid zur Narkose zum Einsatz. In der Lebensmittelindustrie werden Gase zum Kühlen, Frosten, Hydrieren, Aufschäumen oder Verpacken eingesetzt.
Produziert wird mittels Luftzerlegung im westfälischen Hörstel im Tecklenburger Land, in Laichingen (bei Ulm) und im französischen Le Creusot. In Hörstel befindet sich außerdem das Sondergasezentrum der Westfalen AG, dort werden Reinst- und Sondergase einschließlich Helium abgefüllt. Wasserstoff wird in Salzbergen mittels Steam-Reforming erzeugt. In Münster-Gremmendorf wurde Acetylen produziert und abgefüllt.

### Bereich Energieversorgung

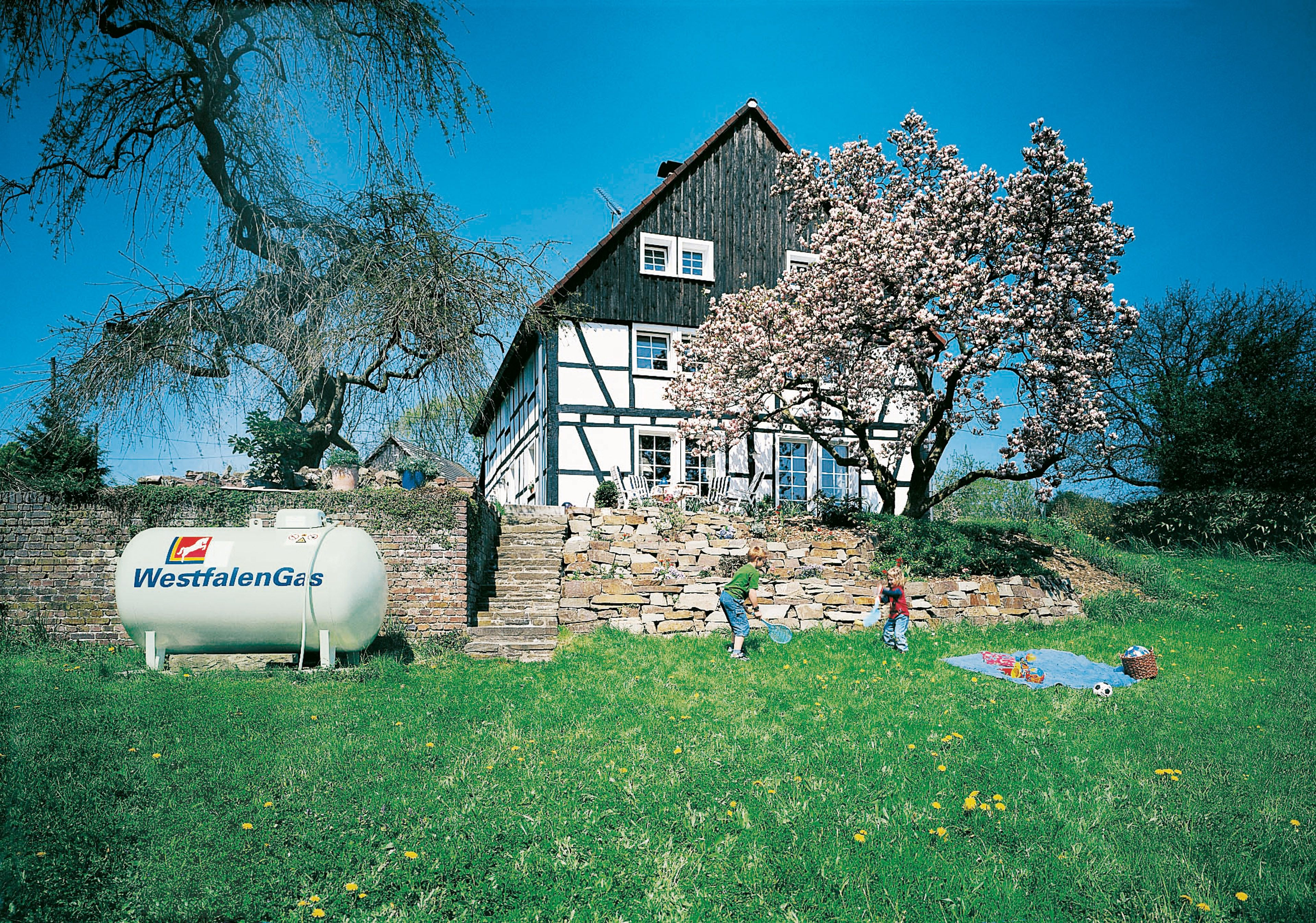
Westfalengas-Tank im Garten

Seit 1954 ist Flüssiggas der Marke Westfalengas (DIN 51622) auf dem deutschen Markt erhältlich. Es besteht aus mindestens 95 Volumenprozent Propan und Propen sowie fünf Volumenprozent der Bestandteile Ethan, Butan und Butanisomeren. Gewonnen wird es bei der Förderung von Rohöl und Erdgas sowie als Veredelungsprodukt von Raffinerien.
Westfalengas wird in privaten Haushalten und Unternehmen zur Wärmeerzeugung eingesetzt; in Industrie, Handwerk und Landwirtschaft kommt es als Energieträger zur Anwendung. Schon unter geringem Druck (etwa 8 bar) wird aus 260 Litern gasförmigem Gas ein Liter flüssiges Gas. So können große Mengen platzsparend gelagert und transportiert werden. Wohnkomplexe oder Siedlungen können mit einem eigenen Versorgungsnetz ausgestattet werden.
Als Autogas und Treibgas dient Westfalengas dem Antrieb von Motoren. Da das Gasgemisch nahezu rückstandsfrei verbrennt, können Fahrzeuge wie Gabelstapler damit auch in Gebäuden betrieben werden.
Westfalen-Autogas ist an rund 900 öffentlichen Tankstellen unterschiedlicher Marken und Gesellschaften verfügbar. Damit ist das Unternehmen deutscher Marktführer. Westfalen-Autogas unterscheidet sich von Brenngas zu Heizzwecken durch einen höheren Butangehalt: Im Sommer beträgt das Mischungsverhältnis 40 Prozent Propan und 60 Prozent Butan, im Winter ist das Verhältnis genau umgekehrt.
Unter der Marke Solacept bietet der Bereich Energieversorgung Solarthermie-Anlagen und -Komponenten an.
Seit November 2012 bot das Unternehmen bundesweit Erdgas und Strom an. Im Jahr 2019 übernahm die Lekker Energie GmbH die Belieferung der Strom- & Gaskunden.
Das Unternehmen war Gesellschafter der Fht Flüssiggas Handel und Transport GmbH & Co. KG.
Mitte 2023 übernahm die Westfalen-Gruppe die Mehrheitsanteile an der NGC.Tec GmbH, die unter anderem Wärmepumpen installiert.
Im Januar 2024 erweiterte das Unternehmen das Produktsortiment um Bio-Flüssiggas, das aus regenerativen Quellen stammt.

### Bereich Tankstellen

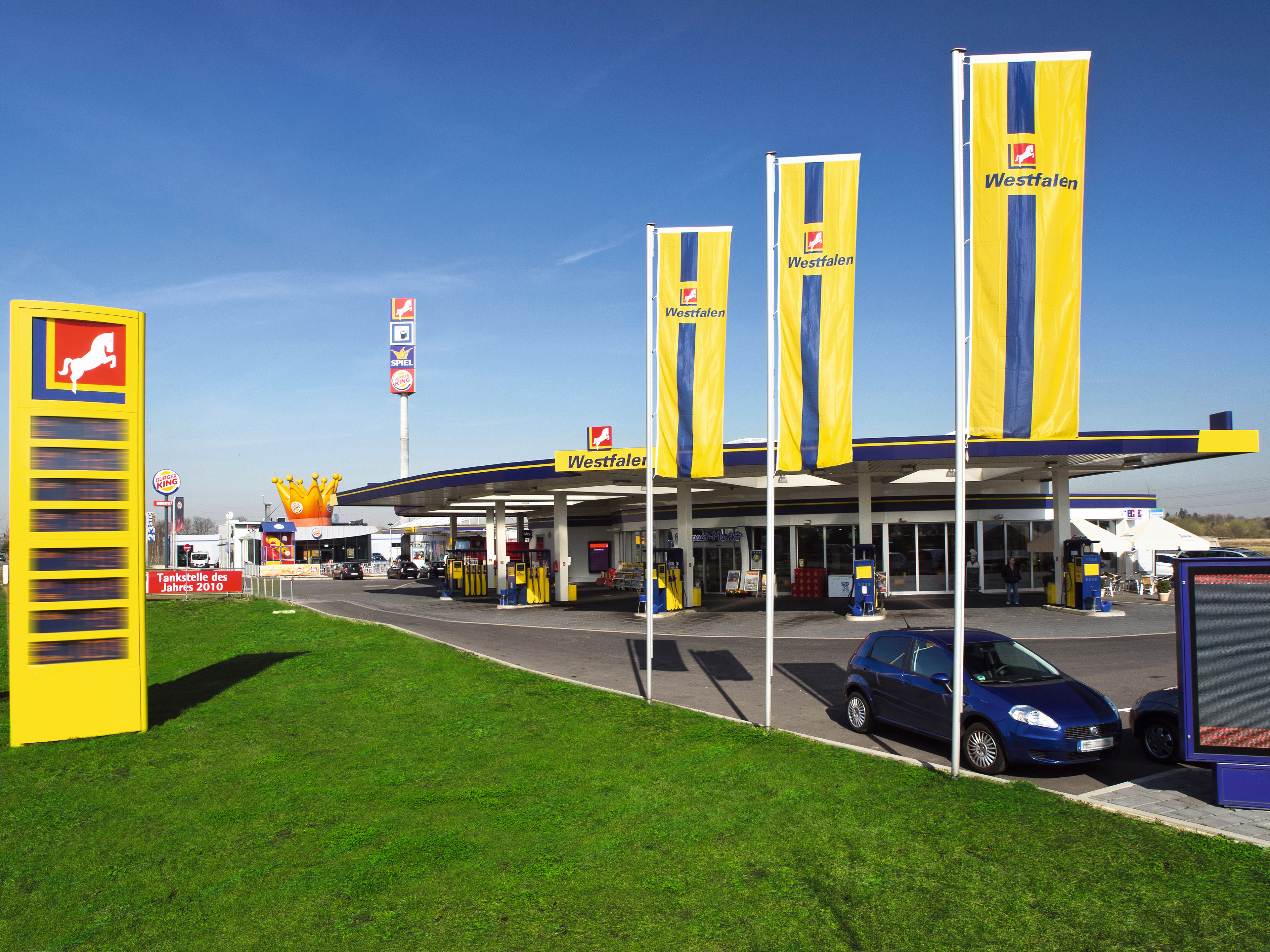
Westfalen-Tankstelle in Köln-Bocklemünd

Die Westfalen AG betreibt rund 260 Markentankstellen in Deutschland – überwiegend in Nordrhein-Westfalen und Niedersachsen. Neben Kraft- und Schmierstoffen bieten die Westfalen-Tankstellen zahlreiche weitere Produkte und Serviceleistungen, wie Autowäsche, Kfz- und Reifenservice. Viele Stationen sind mit Compact-Markt, Bistro oder weiteren Angeboten für Reisende ausgestattet.
Kraftstoffe bezieht Westfalen ausschließlich aus deutschen Raffinerien. Neben den Kraftstoffen Super plus, Super 95 E5, Super 95 E10 und Diesel bietet das Unternehmen an vielen Stationen Autogas, Erdgas, E85 Biopower und Ladestrom als Antriebsenergien. Motorenöle für Otto- und Dieselmotoren sind unter eigener Marke sowie von Castrol verfügbar.
Die Flottenkarte der Westfalen AG heißt Westfalen Service Card. Diese Tankkarte wird an über 5.500 Tankstellen der Marken Westfalen, Agip, Aral, Avia, Markant, OMV und Total akzeptiert.

## Westfalen-Gruppe
Unter dem Dach der Westfalen-Gruppe sind insgesamt zahlreiche Tochter- und Beteiligungsgesellschaften in Deutschland, Belgien, Frankreich, den Niederlanden, Österreich und in der Schweiz vereint – mit über 20 europäischen Produktionsstandorten.

## Unternehmenslogo
Zentraler Bestandteil der Wort-Bild-Marke der Westfalen AG ist ein springendes, weißes Pferd auf rotem Grund, das an ein Westfalenross erinnert. Zwischen der Unternehmensgründung 1923 und dem Jahr 2001 sprang das Pferd im Logo nach links, das Gesamtbild war heraldisch geprägt. Bei der Neugestaltung 2001 wurde die Linienführung des Pferdes stark reduziert und die heraldischen Elemente entfernt, das deutlich verschlankte Pferd springt nun nach rechts.